# Ковачик, Петер
Пе́тер Ко́вачик (словац. Peter Kováčik; род. 1 декабря 2001, Банска-Бистрица) — словацкий футболист, защитник клуба «Комо».

## Клубная карьера
Ковачик — воспитанник клуба «Железиарне». 26 октября 2019 года в матче против дублёров бартиславского «Слована» он дебютировал во Второй лиге Словакии за основной состав. 19 сентября 2020 года в поединке против дублёров «Жилины» Петер забил свой первый гол за Железниарне. В 2022 году игрок помог клубу выйти в элиту. 16 июля в матче против братиславского «Слована» он дебютировал в чемпионате Словакии. Летом 2024 года Ковачик перешёл в итальянский «Комо».